# متنزه أروشا الوطني
يغطي منتزه أروشا الوطني جبل ميرو، وهو بركان محدب بارتفاع 4566 م، في منطقة أروشا شمال شرق تنزانيا. المتنزه صغير ولكنه متنوعة مع مناظر طبيعية خلابة في ثلاث مناطق متميزة. في الغرب، فوهة ميرو تصب في نهر جيكوكوميا وتقع قمة جبل ميرو على حافته. فوهة نوردوت في الجنوب الشرقي هي مراعي. تتميز بحيرات موميلا القلوية الضحلة في الشمال الشرقي بألوان طحالب مختلفة ومعروفة بطيورها من الخواضات.
يعد جبل ميرو ثاني أعلى قمة في تنزانيا بعد جبل كليمنجارو، الذي يبعد 60 كم فقط ويشكل خلفية لمناظر من الحديقة إلى الشرق. تقع حديقة أروشا الوطنية على محور 300 كيلومتر من أشهر المنتزهات الوطنية في أفريقيا، والتي تمتد من سيرينجيتي ونجورونجورو كريتر في الغرب إلى منتزه كليمنجارو الوطني في الشرق.
تقع الحديقة على بعد بضعة كيلومترات شمال شرق أروشا، على الرغم من أن البوابة الرئيسية تقع على بعد 25 كم شرق المدينة. كما يبعد 58 كم عن موشي و 35 كم عن مطار كليمنجارو الدولي.

## صور

Gallery
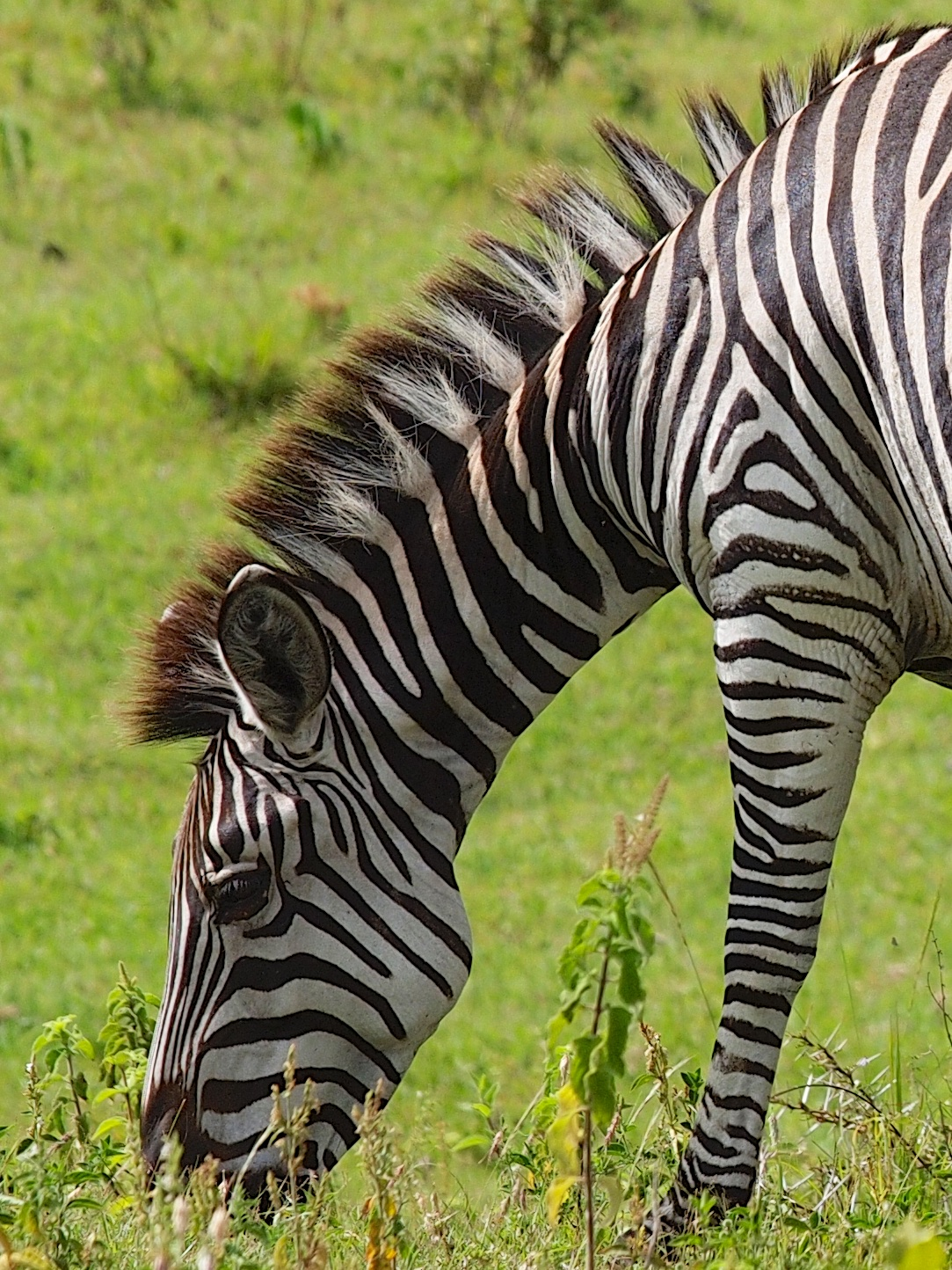
Zebra Arusha NP 2015
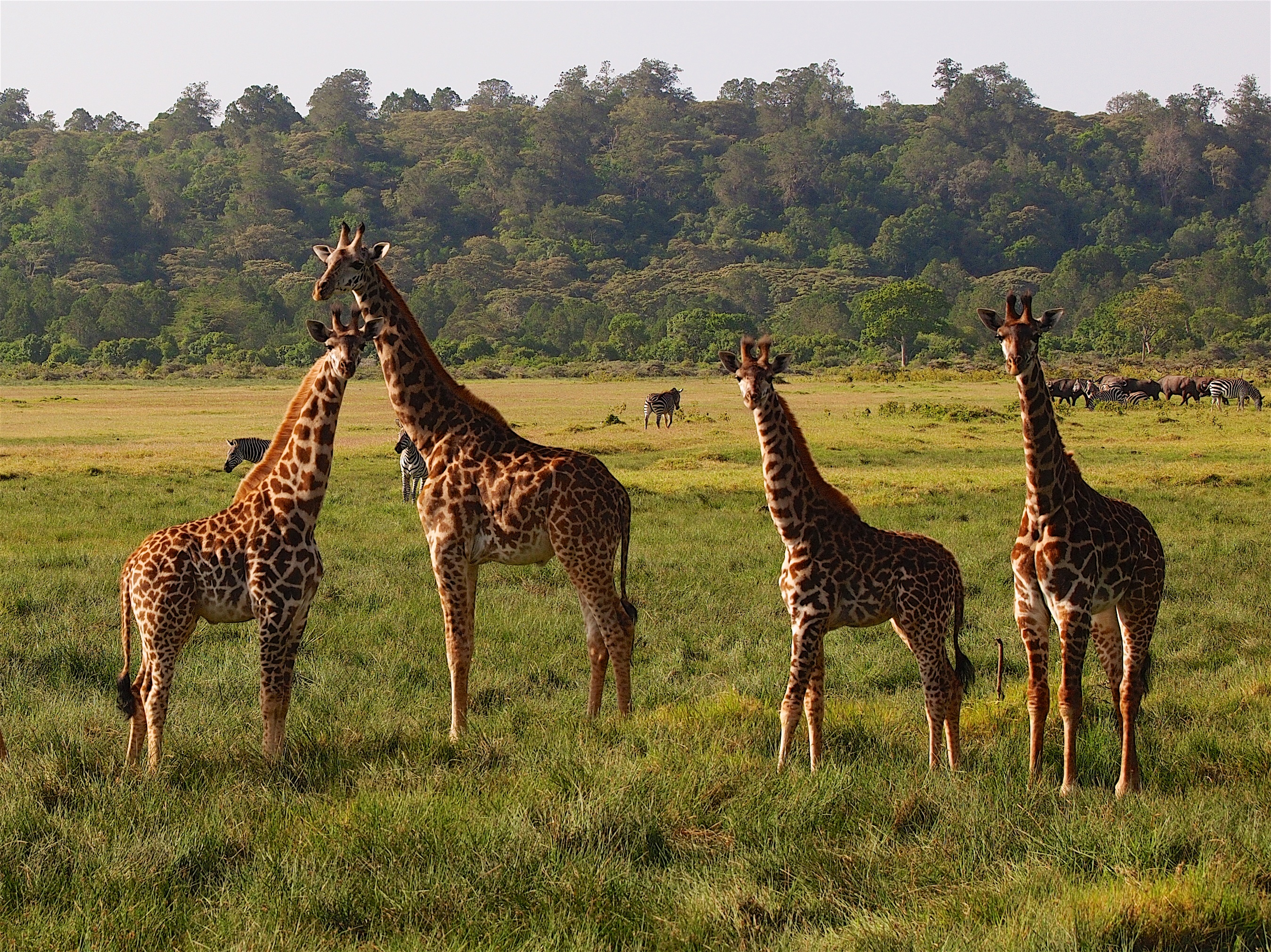
Young giraffe with zebra and cape buffalo.
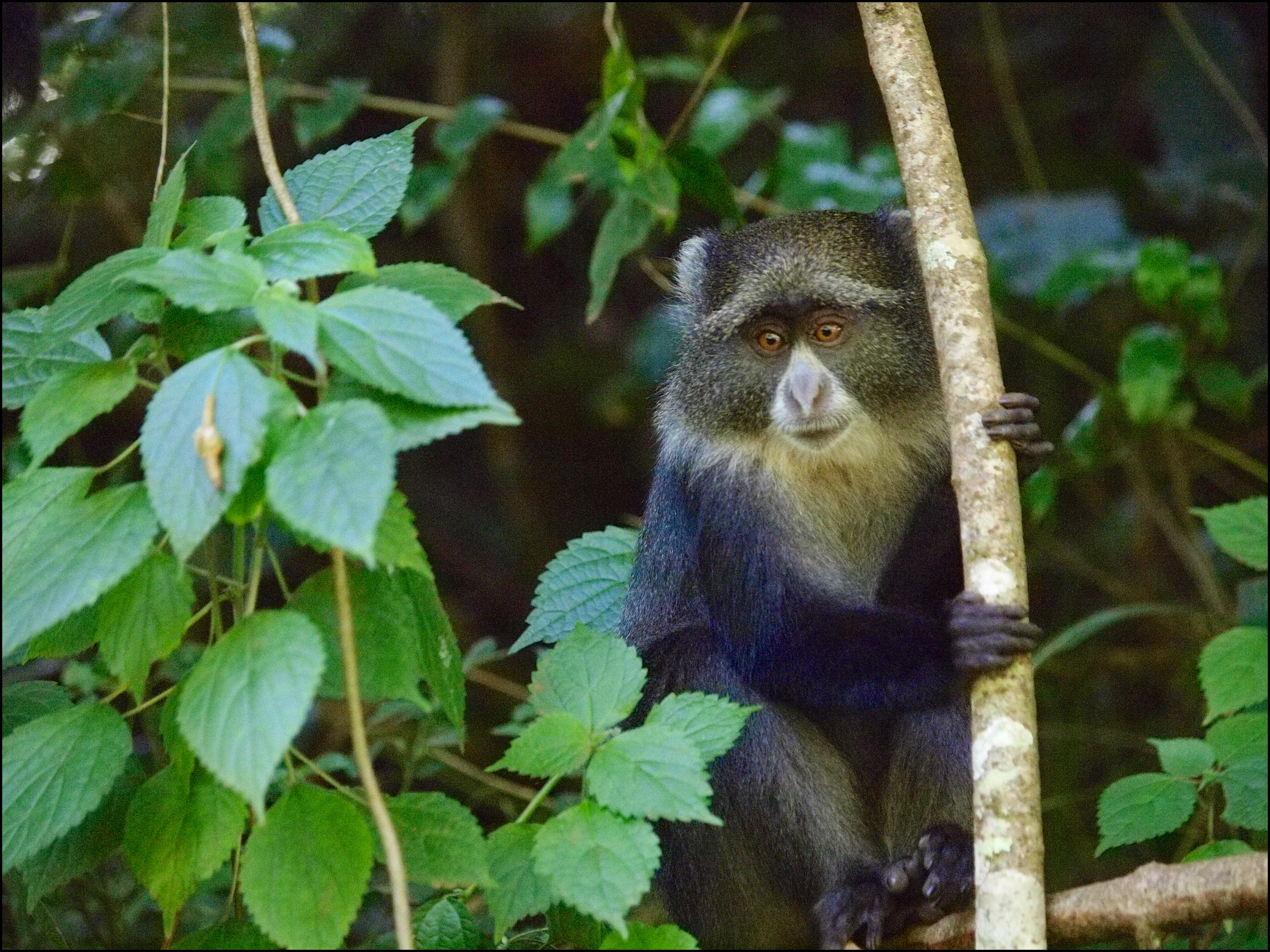
Blue monkey (Cercopithecus mitis), Arusha National Park (2015)
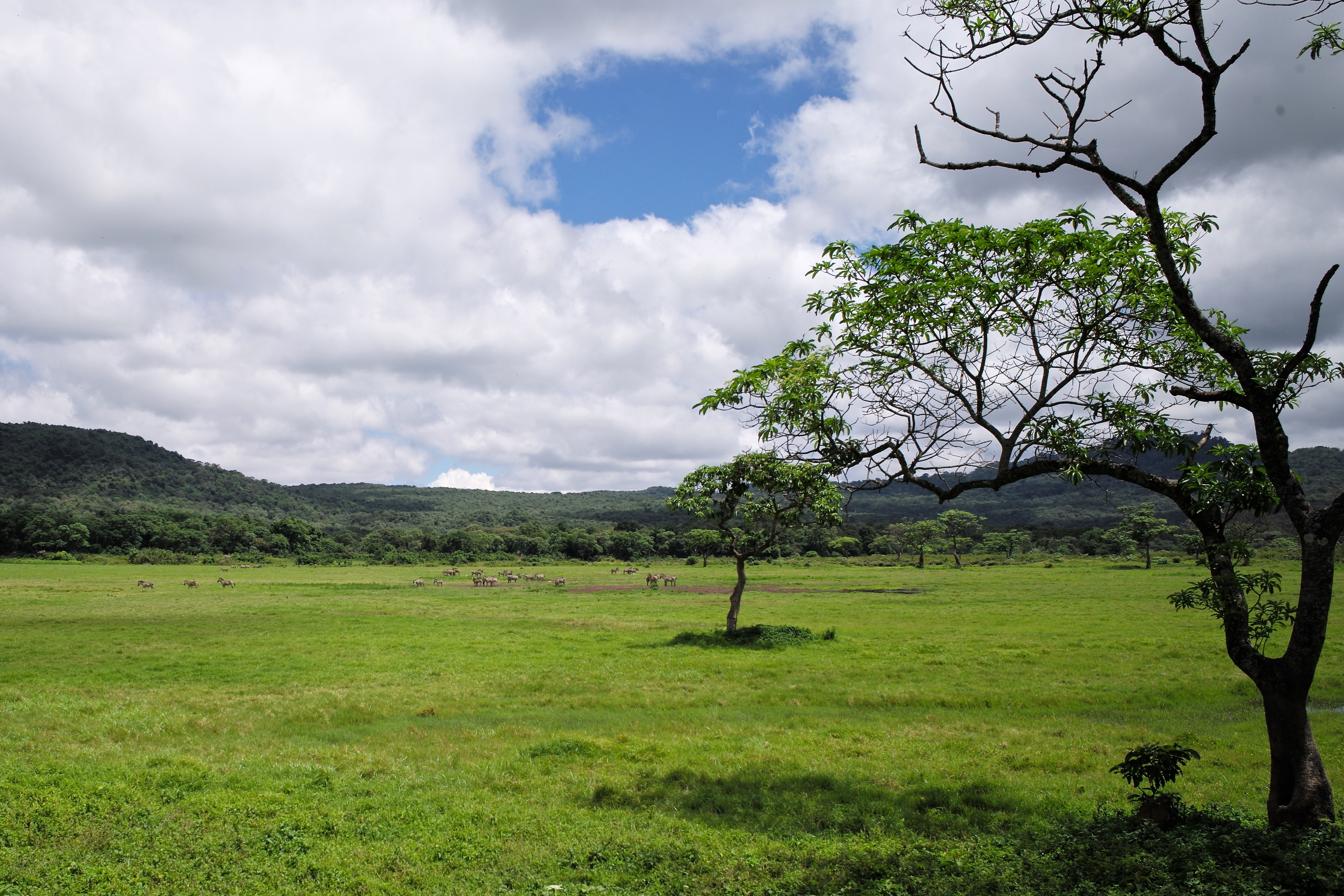
The Landscape.
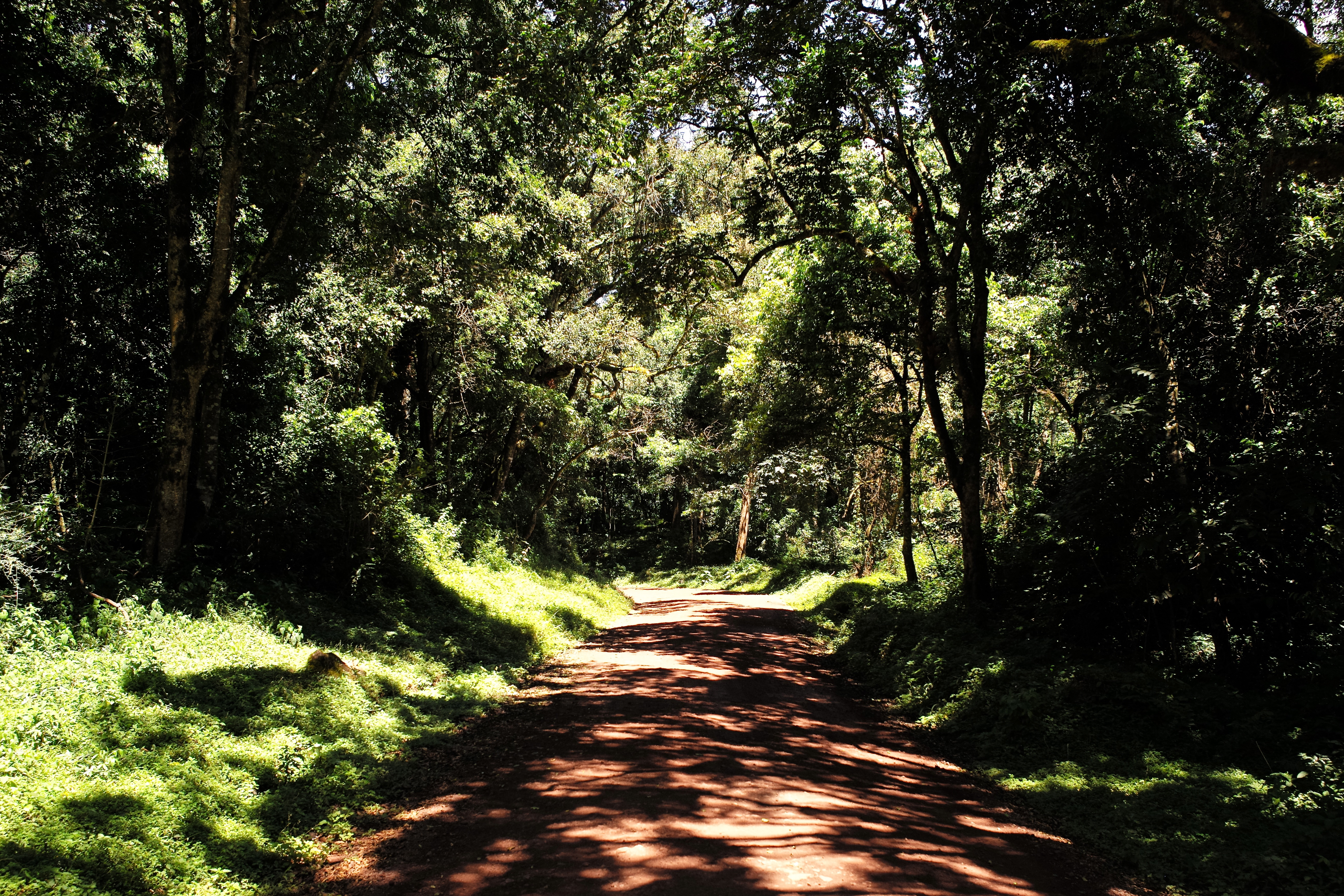
A jungle road.
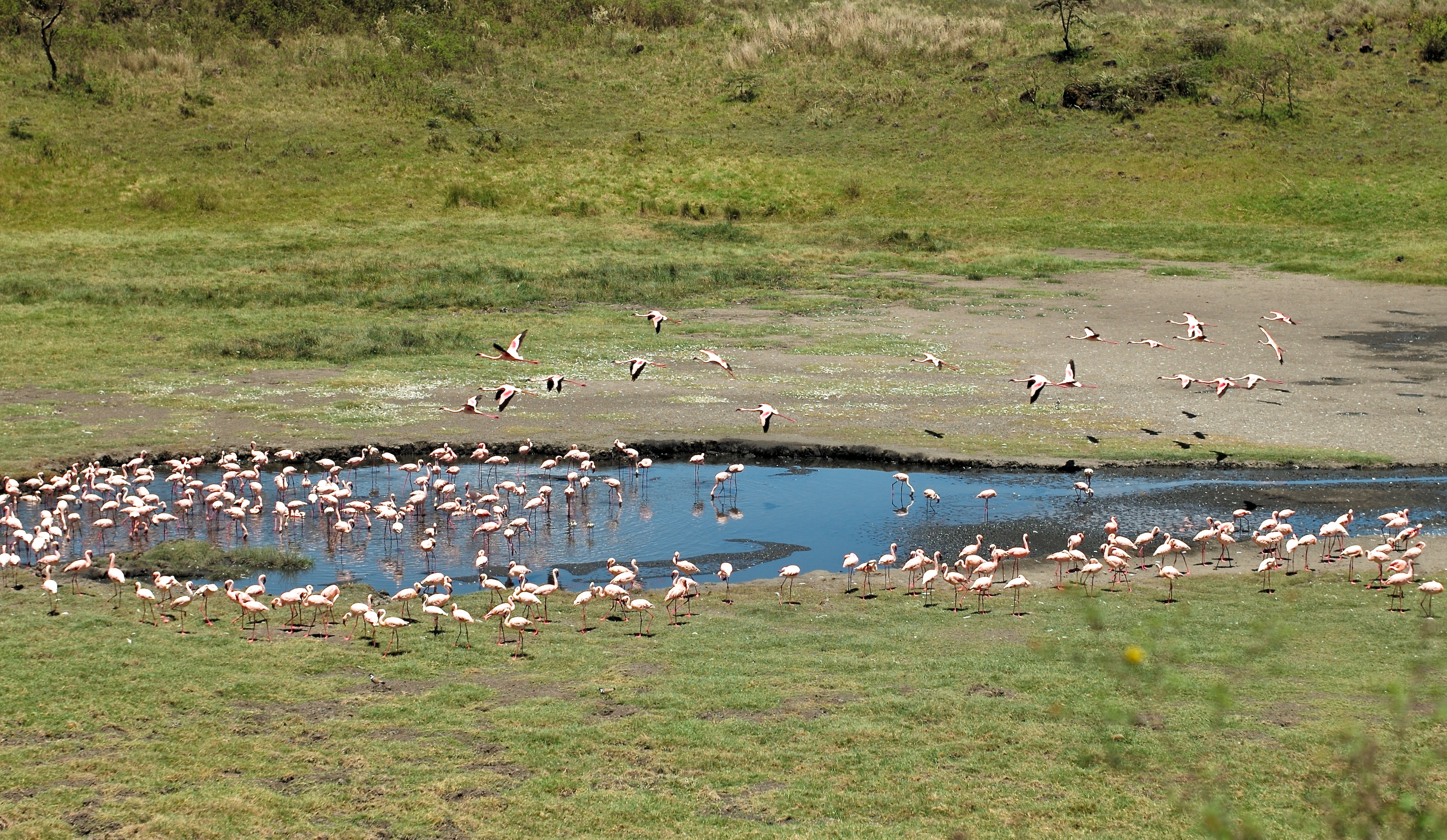
Flamingos at the Momella Lake.
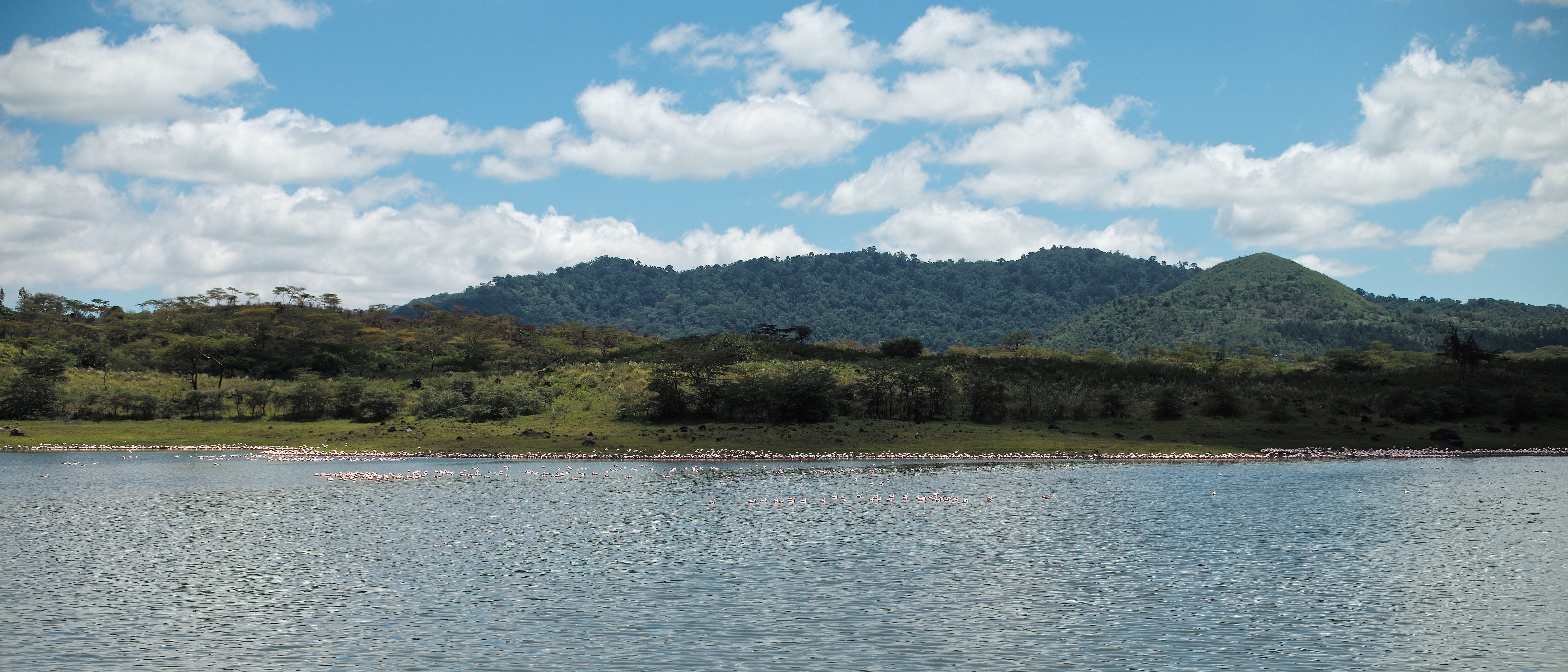
The Lake Momella
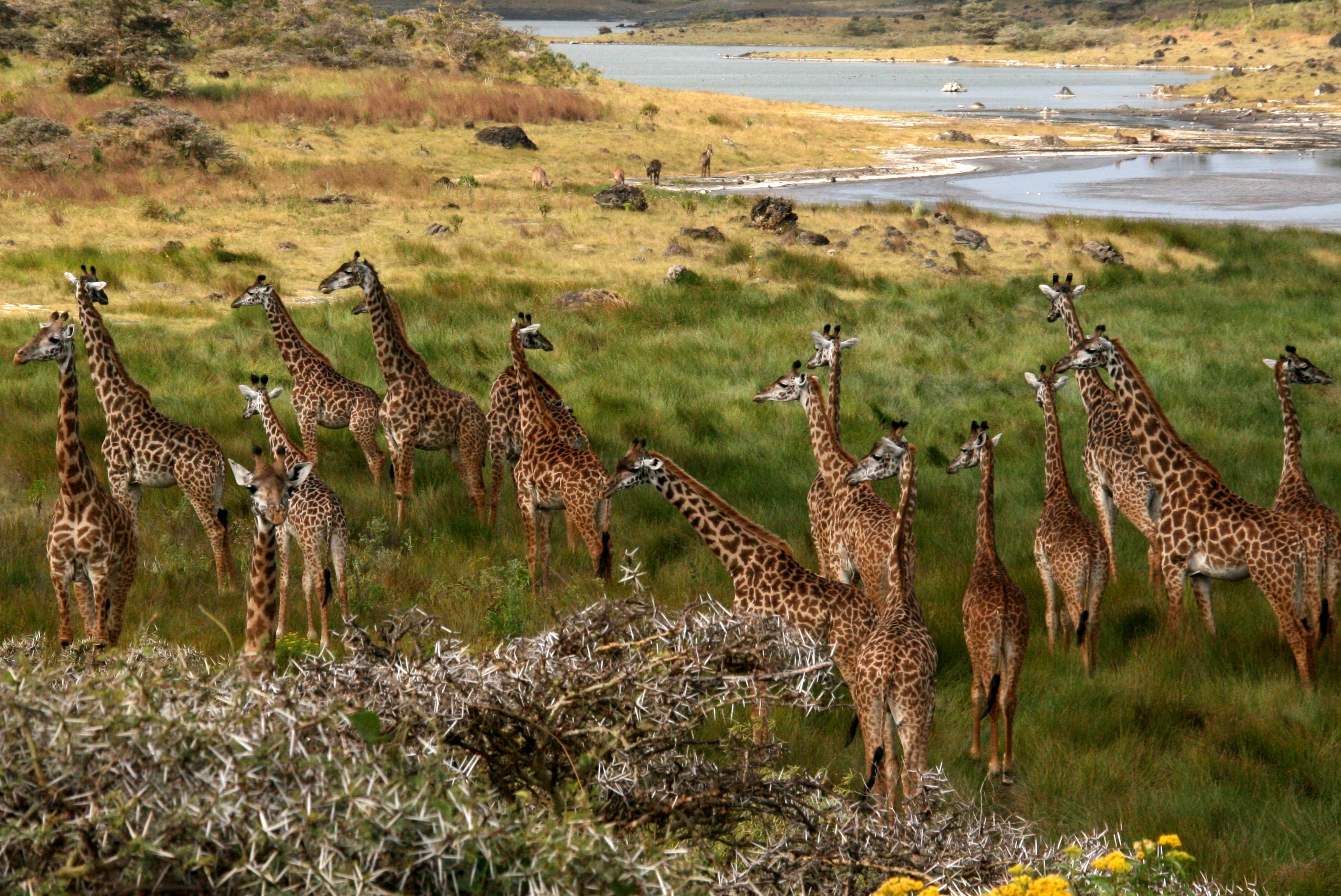
Giraffes in the Arusha National Park.
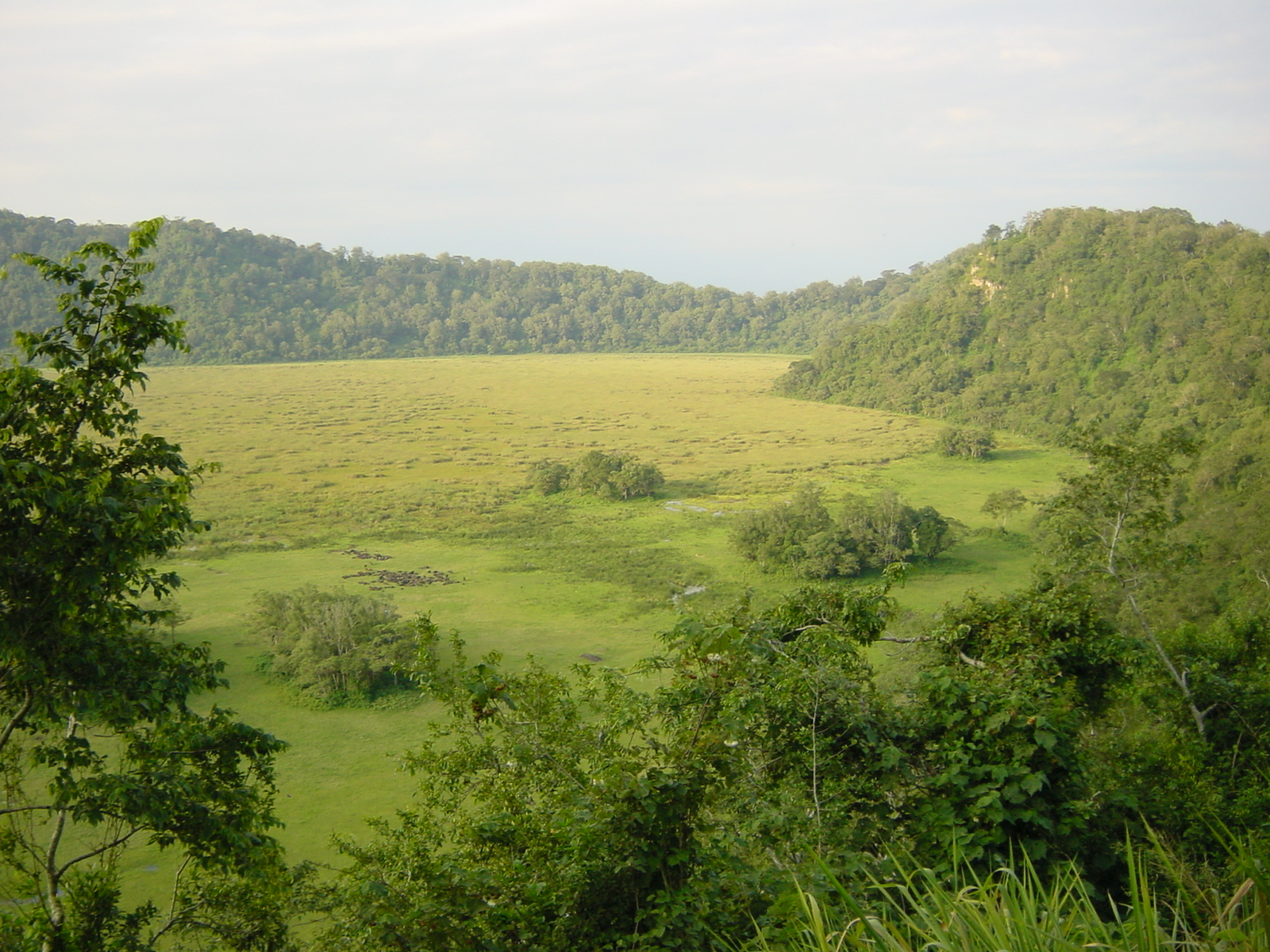
The Ngurdoto Crater.
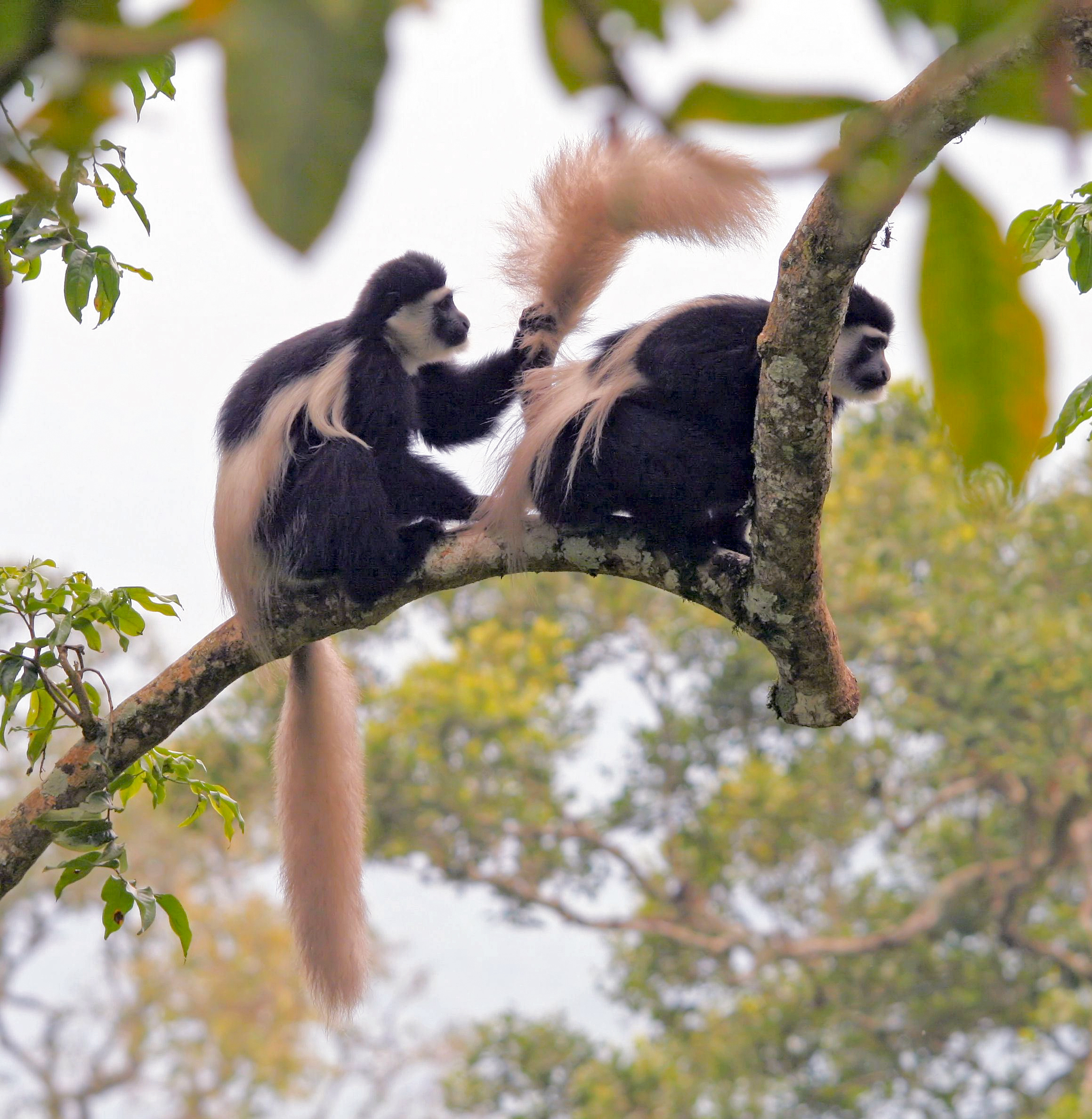
The Colobus guereza.
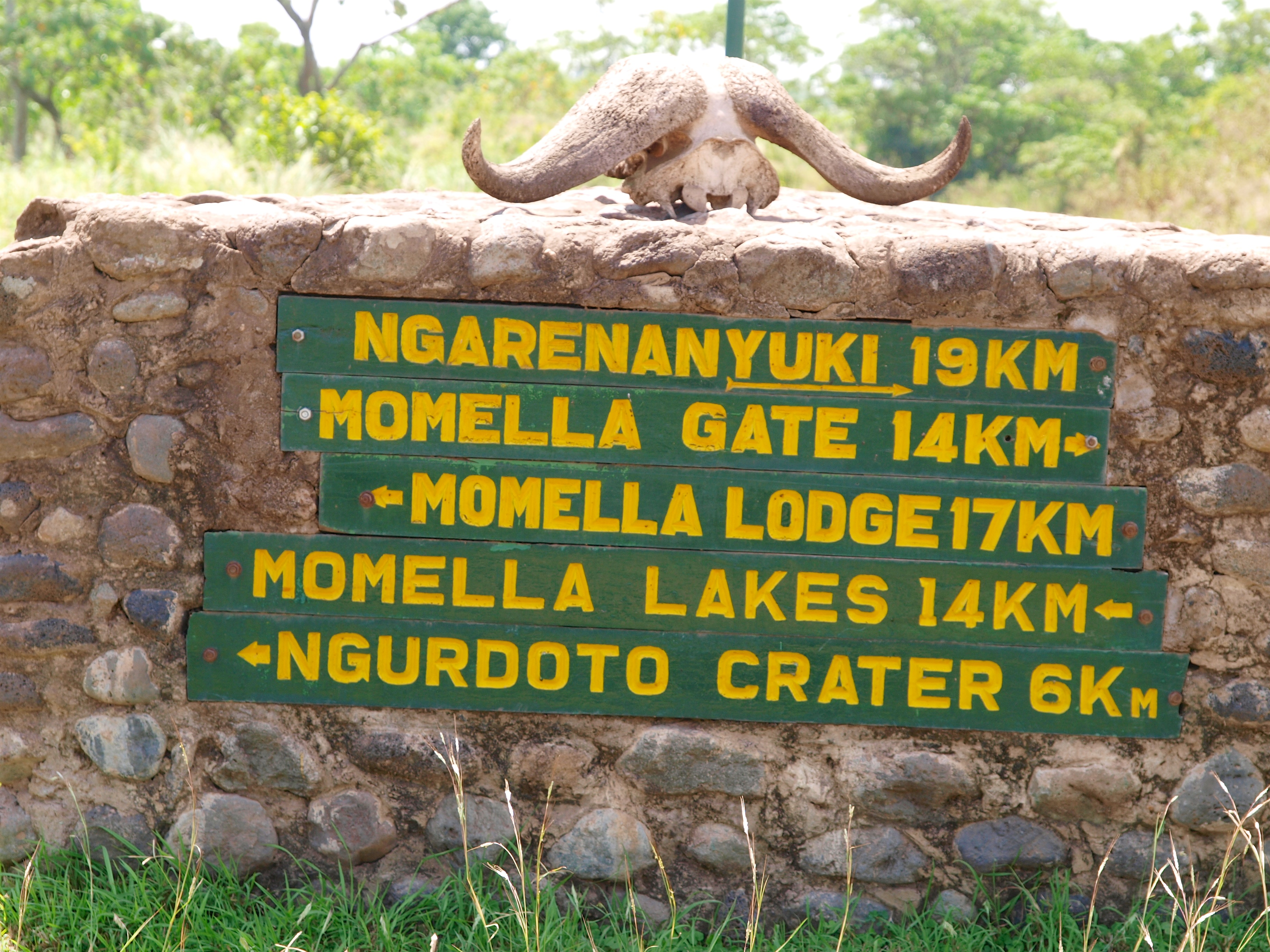
Directional sign within Arusha National Park 2015